# Étienne Beudant
Vous lisez un « bon article » labellisé en 2013.
Pour les articles homonymes, voir Beudant.
Étienne Beudant (1863-1949), surnommé « l'écuyer mirobolant » par le général Decarpentry, est un écuyer français. Il étudie l'équitation de Faverot de Kerbrech puis devient officier de cavalerie à Saumur, dans la lignée de François Baucher. Durant sa carrière militaire, il s'illustre par le dressage de nombreux chevaux difficiles, que personne d'autre que lui ne parvient à monter. Il publie notamment au sujet des chevaux d'Afrique du Nord pendant sa période de service dans cette région. Devenu capitaine puis gravement blessé en 1917, il prend sa retraite à Dax en 1920. Il y dresse sa jument Vallerine jusqu'à ce que son état de santé l'empêche de monter à cheval.
Le talent de Beudant est plusieurs fois remarqué par d'autres écuyers, de ses contemporains ou non, notamment par son élève René Bacharach, par Patrice Franchet d'Espèrey, ou encore par le général Donnio, qui va jusqu'à le qualifier de « sorcier », tant il montre de maîtrise dans le dressage des chevaux. L'écrivain Jérôme Garcin lui dédie une biographie romancée, intitulée L'Écuyer mirobolant, récompensée du Prix Pégase en 2011.

## Biographie

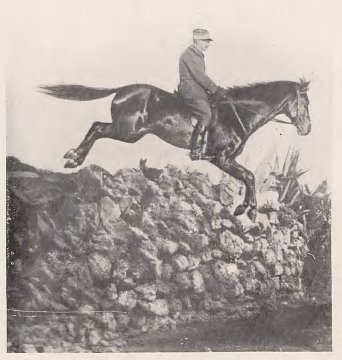
Étienne Beudant et son cheval Anglo-barbe Robertsart II en extérieur.

Étienne Pierre François Arthur Marie Beudant, naît dans le 16e arrondissement de Paris le 30 décembre 1863,. Il est le fils d'Albert Beudant et de son épouse, née Marie Charey.
Il entre comme volontaire au 23e régiment de dragons en 1883 et y rencontre le général Faverot de Kerbrech, qu'il voit travailler des chevaux (et notamment le célèbre Bouton d'or) jusqu'à l'été 1885. Il n'est pas initié directement par Faverot, mais est formé suivant le précepte célèbre de Baucher, « main sans jambes, jambes sans main » par le lieutenant Wagner. Il a également la chance de recevoir des notes de dressage du général Faverot, qui lui sont transmises par un autre lieutenant. Il observe lui-même beaucoup le général et en rend compte dans ses écrits ultérieurs. Il applique notamment le « main sans jambes, jambes sans main », qu'il transforme en « main sans jambes ». Formé à Saumur comme officier de cavalerie, Étienne Beudant appartient à la lignée des écuyers français bauchéristes « de la dernière manière ».
Il est brigadier puis fourrier en 1884. De maréchal des logis en 1885, il devient élève officier à Saumur en 1887, puis sous-lieutenant du 24e régiment de dragons en 1888 et lieutenant au 11e régiment de cuirassiers en 1891. Pendant ses années d'officier, il apprivoise une vingtaine de chevaux rétifs qu'aucun autre militaire ne parvient à monter. En 1892, il passe un an au Montana et l'année suivante, devient administrateur de commune mixte en Algérie. Il devient capitaine du 5e régiment de chasseurs d'Afrique en 1901. Pendant sa carrière en Afrique du Nord, il publie plusieurs études sur les chevaux Arabes, Barbes et tunisiens. Il pratique assidûment le dressage des chevaux, et présente quelques-uns de ses animaux sur les hippodromes du Maroc, où il remporte plusieurs victoires. D'après son propre témoignage, tout au long de sa carrière militaire, ses supérieurs lui reprochent de trop pratiquer l'équitation. L'écrivain Jérôme Garcin le décrit, dans sa biographie romancée, comme un homme peu carriériste et secret, un « petit capitaine, sans autre ambition que celle, dérisoire, de rendre ses chevaux plus fiers ».
En 1903, à 40 ans, il récupère la jument Barbe Bakhta en la soustrayant aux mauvais traitements d'un charretier. Il connaît la période de transition entre la cavalerie et les blindés. Le 12 janvier 1916, il est élevé au grade de chevalier de la légion d'honneur. En 1917, à 54 ans, son cheval est tué et il est gravement blessé aux hanches par la chute de sa monture sur lui, blessure dont il ne se remet jamais.
Il est retiré des cadres militaires en 1920. Il prend sa retraite à Dax en 1922 et y dresse de 1925 à 1927 la jument Anglo-arabe Vallerine, qu'il a héritée d'officiers hollandais. En 1927, devenu trop vieux pour monter, Beudant confie sa jument à son ami le capitaine Bernard, avec une lettre de 81 pages qui constitue un « véritable mode d'emploi du cheval », et un « remarquable effort de transmission », que Patrice Franchet d'Espèrey voit comme « de type initiatique ». À la fin de sa vie, il souffre en permanence de ses blessures, mais, d'après Bacharach qui le rencontre à cette époque, garde une attitude noble et « s'illumine à l'évocation de ses chevaux ». Il décède le 16 janvier 1949 à Dax.

## Ses chevaux

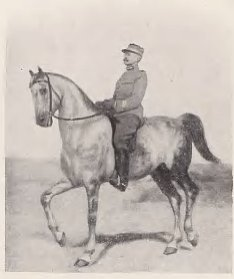
Étienne Beudant et l'Anglo-arabe Nethou II.

Toujours à la recherche d'une équitation légère, Beudant travaille sans relâche avec ses chevaux et écrit plusieurs ouvrages. Il veut montrer que même des chevaux modestes peuvent donner de grands résultats. Il s'est ainsi particulièrement illustré dans le dressage des animaux difficiles, parmi lesquels :
- Hamïa, jument Barbe (1907-1910) atteinte de « démence » et dont il fait un formidable cheval d'extérieur[21] ;
- Vieux Jeu II, entier Pur-sang (1908-1910) « plein de défauts et rétif », lui aussi dressé pour l'extérieur[22] ;
- Robertsart II (1910-1916), Anglo-barbe, son plus célèbre cheval, qui demande, avant de passer entre ses mains, six hommes pour être tenu au montoir. Monté en concours hippique, il gagne en cross et en steeple-chase[23] ;
- Mabrouk (1914-1916), entier Barbe « impossible à monter dans le rang » et réformé, devenu un bon cheval d'extérieur et de haute école[24] ;
- Iris, hongre Anglo-arabe bai (1915-1916), dressé en course et au steeple[25] ;
- Nethou II, entier Anglo-arabe (1916-1917) surnommé « le splendide »[25] ;
- Mimoun, hongre Barbe (1919-1922) d'abord « mou et peureux », devenu un excellent cheval de haute-école[26] ;
- Vallerine, jument Anglo-arabe (1925-1927) que Beudant dresse à très haut niveau à la fin de sa vie et malgré ses souffrances physiques, avec laquelle il pense « avoir atteint et dépassé le but qu'il s'était fixé »[27].

## Reconnaissance

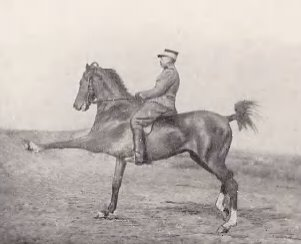
Étienne Beudant et le cheval Barbe Mimoun au trot en extension.

Son talent personnel et son habileté à cheval ont été salués par quelques-uns de ses contemporains, mais dans l'ensemble Beudant est resté dans l'ombre, bien qu'il soit désormais considéré comme « l'un des cavaliers les plus doués de son époque ». Le général Decarpentry a dit de lui : « Beudant est l’écuyer le plus mirobolant que j’ai jamais rencontré – je n’ai pas connu d’exécutant pouvant lui être comparé – J’ai vu Mabrouk et son travail de haute-école tenait de l’invraisemblable ». En 1920, il lui adresse une lettre dans laquelle il parle d'Étienne Beudant comme d'un véritable écuyer, virtuose de l'art équestre, en se comparant lui-même à un simple enseignant d'équitation.
Le colonel-vétérinaire Monod (directeur du service vétérinaire des troupes et chef de l’élevage au Maroc) reconnaît « une maîtrise de soi absolue, une patience à toute épreuve, la fermeté alliée à la douceur, une observation soutenue, un jugement sûr, une position impeccable, toutes ces qualités, Beudant les possède à un degré tel que dans les dressages de ses chevaux, les mécomptes sont inconnus ». Le général Henrys, commandant en chef au Maroc de 1915 à 1916, dit « J’ai vu travailler tous les grands écuyers de ma génération, entre autres le général l’Hotte. Aucun ne m’a laissé l’impression de perfection idéale de Beudant ».
Trois anciens écuyers en chef de l’école de cavalerie de Saumur disent de lui, respectivement, qu'il « fait preuve en équitation d’un véritable talent » (De Contades), que ce serait « une joie de se faire critiquer par un Maître comme lui » (Danloux), et qu'il a « su admirablement mettre en valeur les grands principes qu’appliquait si bien le général Faverot » (Lesage).
Le lieutenant-colonel Margot dédicace une photo comme suit : « Au capitaine Beudant, notre maître à tous, le commandant Margot, Écuyer en chef à l’École de Cavalerie, en toute humilité ». Le général Donnio va jusqu'à dire qu'« on ne peut pas parler de l’équitation de Beudant, c’était un sorcier ! ». René Bacharach lui ayant répété ces paroles, Beudant lui répond qu'« il n'est pas un sorcier, mais a beaucoup travaillé ». René Bacharach a rencontré Étienne Beudant à la fin de sa vie pour devenir son élève, il en parle comme d'un homme empreint « de bonté, de sagesse et de maîtrise de soi », saluant sa pratique complète de l'équitation, aussi bien dans des conditions de terrain difficiles que dans les manèges. Patrice Franchet d'Espèrey voit dans Étienne Beudant et René Bacharach les continuateurs des derniers enseignements de François Baucher, tous deux témoignant d'une grande bonté et d'un respect poussé du cheval, dans le cadre d'une relation de maître à élève où, au respect de l'élève pour le maître, se mêle l'affection du maître envers l'élève.

## Préceptes

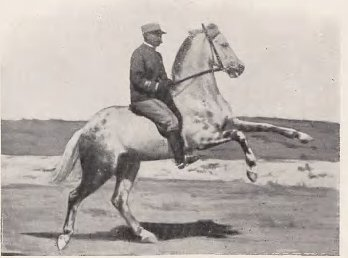
Étienne Beudant et son cheval Barbe Mabrouk au galop sur trois jambes.

Beudant est un cavalier très humble et plutôt discret, pour qui « une méthode ne vaut que par les résultats qu'elle donne ». Il ne cesse de rendre hommage aux maîtres écuyers qui l'ont précédé et dont il applique les préceptes, mais n'est pas pour autant en accord avec tous. Ainsi, il s'oppose à Faverot de Kerbrech en ce qui concerne le ramener, qu'il réserve un temps à la haute école, avant d'émettre l'idée de s'en passer totalement dans son Dressage du cheval de selle. Il a une approche particulière du travail de haute école, considérant que les appuyers et l'épaule en dedans sont des divertissements inutiles et dangereux, que les assouplissements et les pas de côté sont inutiles. Il travaille plutôt sur la droiture du cheval dans les hanches et les épaules, une approche clairement issue de l'équitation militaire. Pour lui, « … la clef des mystères de l'équitation savante est la légèreté obtenue sans prendre en rien sur l'impulsion ». Dans son ouvrage Extérieur et haute école, il affirme que « Partout donc, à l'extérieur comme en haute école, le succès est à celui qui applique le mieux, vis-à-vis du cheval, cette maxime de Baucher, l'artiste inimitable qui a émerveillé ses contemporains (Général L'Hotte) : « Qu'il croie qu'il est son maître et c'est alors qu'il est notre esclave ». Là réside, selon moi, la vérité équestre ».

### Respect du cheval
Tant que le cheval ne sera pas une machine sans âme, tant qu'il jouira d'une faculté intellectuelle lui permettant d'impressionner toutes les parties de son corps plus rapidement que ne pourra le faire l'application de nos calculs, son dressage mathématique restera une utopie.
Un aspect de l'enseignement équestre de Beudant réside dans ses principes de respect du cheval, de recherche des attitudes naturelles et de simplification des aides, très proche de la vague d'engouement du début du XXIe siècle pour l'équitation éthologique. En ce sens, tout comme son élève René Bacharach, il est en avance sur son temps.
Il laisse au cheval un maximum de libertés en tentant d'« imiter la nature » pour lui faire retrouver des attitudes splendides. Toute son approche est basée sur l'idée d'agir le moins possible en tant que cavalier, pour laisser au maximum le cheval agir de lui-même. Dans Extérieur et Haute École, il parle de ses « principes de dressage qui veulent le cheval léger aux éperons autant qu'à la main, qui n'admettent pas les déplacements d'assiette comme aides, et qui laissent le cheval agir de lui-même dès qu'on lui a donné la position »,. Beudant parle d'enseigner aux chevaux à la manière d'un jeu instructif, d'un exercice salutaire qui n'entraîne jamais de fatigue. Il conseille d'éviter la lutte, qui amène toujours des séquelles dans l'esprit du cheval et des tares sur son corps et dans son organisme. Il faut, selon lui, éviter d'ennuyer l'animal, ne pas agir inutilement. Face à un cheval qui n'obéit pas, Beudant assure que le cavalier doit toujours s'en prendre à lui-même et que la majorité des fautes proviennent du cavalier, qui s'attaque aux effets plutôt que de chercher la cause des réticences de son cheval.
Il conseille aussi au cavalier de s'effacer pour laisser le cheval agir de lui-même et se placer selon son propre équilibre. Parmi ses conseils figurent encore « Observer le cheval libre et réfléchir »,, puis « Demander souvent ; se contenter de peu ; récompenser beaucoup », un précepte célèbre qu'il reprend de Faverot de Kerbrech.

### Main fixe
Beudant a repris le célèbre « main sans jambes, jambes sans main » de Baucher et l'a simplifié en « main sans jambes » : suivant sa doctrine, « la main fixe suffit à tout ». Toutes les pratiques équestres peuvent être réalisées en main fixe, que Beudant décrit comme « la main qui ne se laisse attirer ni par la bouche du cheval ni par le poignet du cavalier ». D'après le témoignage de René Bacharach, Beudant a acquis une position très maîtrisée en selle, témoignant d'une grande aisance, avec une assiette très profonde qui lui permet de ne plus du tout utiliser ses jambes. Sa main est d'une grande légèreté en plus d'être fixe, et le cheval répond à la plus infime sollicitation. Cette doctrine fait partie de ses derniers enseignements équestres. La main fixe, associée à l'impulsion dans les jambes et les éperons, suffisent aussi, selon lui, à rendre les assouplissements inutiles.

## Publications

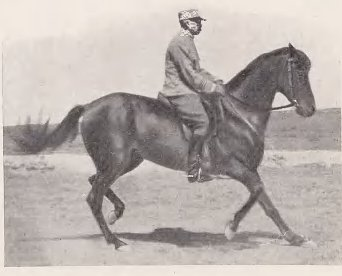
Beudant sur Robertsart II, son plus célèbre cheval, au trot en arrière.

### De son vivant
- Étienne Beudant, Cheval d'amateur, son dressage simple et rationnel, Blida, Algérie, 1912, 40 p. (BNF 31811961, ASIN B0018IJXK6)
- Étienne Beudant (préf. Théophile-Antoine Monod), Extérieur et Haute École : Avec 14 planches hors texte, Charles Amat. éditeur, 1923, 1re éd., 160 p. (BNF 31811963)
- Étienne Beudant, Dressage du cheval de selle : Avec 12 gravures, Nancy-Paris-Strasbourg, impr.-éditions Berger-Levrault, juin 1929, 92 p. (BNF 31811962)

- (en) Étienne Beudant (trad. John A. Barry), Horse training out-door and high school, New York, Ch. Scribner sons, 1931, 148 p.

- (es) Étienne Beudant, La doma del Caballo de Silla, Madrid, Imprenta Aldecoa S.A, 1931, 95 p.

- Étienne Beudant, Souvenirs équestres, A. Pivin éditeur, 1934, 79 p.

- Étienne Beudant, Dressage du cheval de selle, Paris, Berger-Levreault, 1938, 2e éd.

- Étienne Beudant, Dressage du cheval de selle, Paris, Berger-Levreault, 1948, 3e éd.

### Posthumes

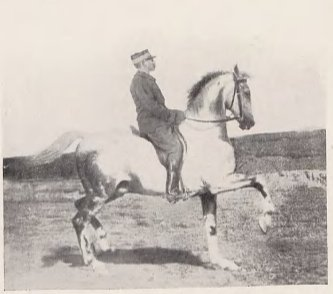
Beudant au piaffer brillant sur Mabrouk. Cette photo sert d'illustration de couverture à certaines rééditions de ses ouvrages.

- (en) Étienne Beudant, Horse training. Out-door and high school., New York / Londres, 1950

- Étienne Beudant, Main sans jambes : suivi de Dressage du cheval de selle, Paris, Jean-Michel Place, coll. « Bibliothèque équestre », 1987, 48 p. (ISBN 2-85893-077-5 et 9782858930777)

- Étienne Beudant, Extérieur et haute école, Paris, Jean-Michel Place, 1988, 124 p. (ISBN 2-85893-089-9)

- Étienne Beudant, Vallerine, Lausanne / Paris, Favre SA, 2005, 165 p. (ISBN 2-8289-0811-9 et 9782828908119, BNF 39965075)

- Étienne Beudant, Extérieur et Haute École, Arles, Actes Sud, coll. « Arts équestres », juin 2008, 2e éd., 299 p. (ISBN 978-2-7427-7629-0, BNF 41297252)

## Biographie romancée
- Jérôme Garcin, L'Écuyer mirobolant : roman, Paris, Gallimard, février 2010, 192 p. (ISBN 978-2-286-06467-9, BNF 42177779)

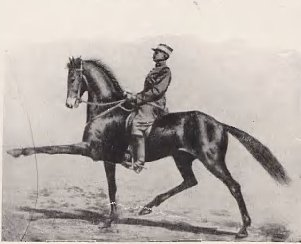
Beudant et Robertsart II au trot en extension soutenue.

La vie d'Étienne Beudant inspire l'écrivain français Jérôme Garcin, qui publie en 2010 le roman L'Écuyer mirobolant chez Gallimard. Il y présente l'écuyer comme un homme amoureux des chevaux à une époque où ils sont des animaux utilitaires, qui les comprend mieux que personne et qui refuse de casser ou de soumettre ses montures, atteignant la légèreté en équitation sans usage de force et sans aides. Télérama en parle comme d'un roman « méditatif et épuré ». Le Nouvel Observateur voit dans Jérôme Garcin un romancier qui dépeint la destinée de l'écuyer « avec des grâces de peintre orientaliste, une prose parfaitement cadencée, et l'admiration du disciple soucieux de faire connaître un maître ». Selon Patrice Franchet d'Espèrey, Garcin « y développe un portrait d’une vraisemblance incroyable ». Ce roman reçoit en 2011 le Prix Pégase Cadre Noir avec la mention « Art et littérature », en raison de l'émotion à la lecture et de l'image de sensibilité et de modestie qu'y renvoie Beudant.

## Décorations
- Chevalier de la Légion d'honneur en 1916[2]

#### Sources primaires
- Étienne Beudant (préf. Théophile-Antoine Monod), Extérieur et Haute École, Paris, Librairie des sciences agricoles, Charles Amat. éditeur, 1923, 1re éd., 160 p. (BNF 31811963, lire en ligne).
- Étienne Beudant, Vallerine : Le testament d'un écuyer, Favre SA, 2005, 165 p.

#### Sources secondaires
- René Bacharach, « La haute et discrète figure du capitaine Beudant, écuyer hors de pair (1863-1949) », L'année hippique,‎ 1966, p. 59-67Republié dans Beudant 2005, p. 137-165
- André Monteilhet, Les Maîtres de l’œuvre équestre : suivi de Les Mémorables du cheval, Actes Sud, coll. « Arts équestres », 2009, 498 p. (ISBN 978-2-7427-8633-6, BNF 42067464)
- Patrice Franchet d'Espèrey, La main du maître : réflexions sur l'héritage équestre, Paris, Odile Jacob, 2008, 395 p. (ISBN 978-2-7381-2033-5, lire en ligne).